# Causeo

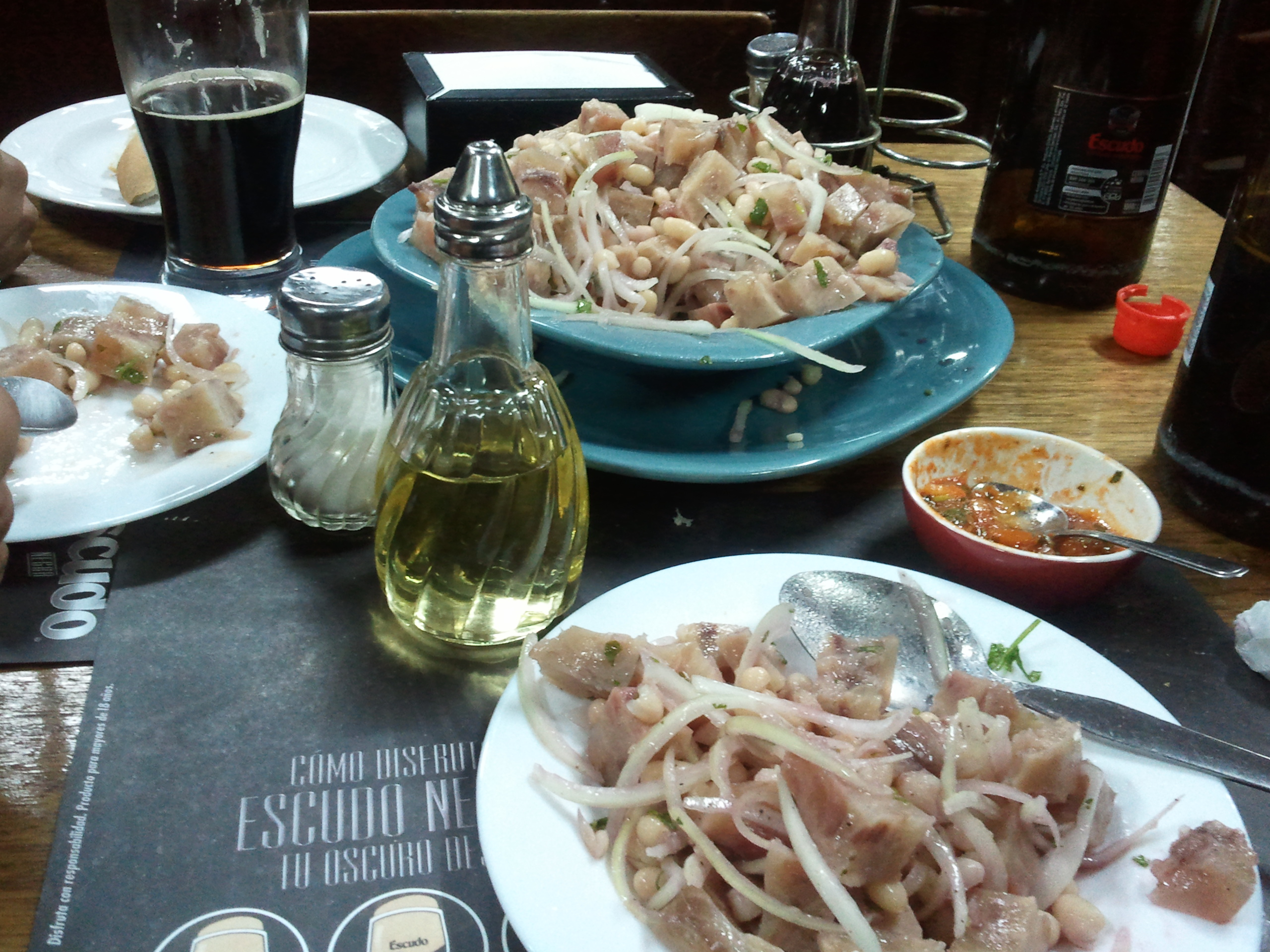
Causeo de pata con porotos.

El causeo es un plato tradicional de la gastronomía chilena. Es definido por Larousse como una "comida ligera, generalmente de fiambres y alimentos fríos, que se hace fuera de las horas acostumbradas". Consiste básicamente en una ensalada de tomate y cebolla, cortada en pluma o cuadros, a la cual se le añaden diferentes ingredientes, como carne picada, pescado o queso, sin llegar a ser un salpicón, siendo uno de los más tradicionales el causeo de pata (de cerdo o vacuno).
El causeo suele ser preparado para acompañar las onces/comida (cena), aunque también se puede preparar para acompañar el almuerzo.

## Etimología
Según la Academia Chilena de la Lengua, su nombre deriva del vocablo quechua "kawsay" (sustento de la vida). El origen de la palabra también podría provenir del verbo causear, definido por la RAE como "comer o tomar alimento"  y por Larousse como "comer golosinas a deshora" o "comer, en general".

## Variedades
- Causeo de pata: Consiste en patas cocidas (de cerdo o vacuno), cebolla picada en cuadros, perejil, sal, aceite y limón.[7]
- [8] Causeo de jurel : jurel tipo salmón,cebolla,cilantro ,aceite ,sal y limón.